# Нёйтинк, Брам
Брам Нёйтинк (нидерл. Bram Nuytinck; род. 4 мая 1990, Хёмен, Гелдерланд) — нидерландский футболист, полузащитник клуба НЕК.

## Клубная карьера

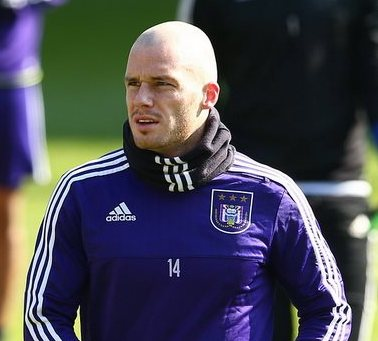
Нёйтинк в составе «Андерлехта»

Брам пришёл в футбольную академию НЕКа в 2001 году. Весной 2009 года тренер команды Марио Бен включил Нёйтинка в заявку на сезон и после этого Брам подписал с клубом свой первый профессиональный контракт.
23 декабря 2009 года в матче Кубка Нидерландов против «Гронингена» он дебютировал за основную команду. 30 января 2010 года в поединке против «Спарты» Нёйтинк дебютировал в Эредивизи. 12 февраля во встрече против «Бреды» он сделал «дубль», забив свои первые голы за клуб.
31 августа 2012 года Нёйтинк подписал контракт с бельгийским «Андерлехтом». Сумма трансфера составила 3 млн евро. 15 сентября в матче против «Льерса» он дебютировал в Жюпиле лиге. Через три дня в поединке против «Милана» Брам дебютировал в Лиге чемпионов. 1 апреля 2013 года во встрече против «Генка» Нёйтинк забил свой первый гол за клуб.
Летом 2017 года Брам перешёл в итальянский «Удинезе», подписав контракт на четыре года. Сумма трансфера составила 3 млн евро. 20 августа в матче против «Кьево» он дебютировал в итальянской Серии A. 27 августа в поединке против СПАЛа Нёйтинк забил свой первый гол за «Удинезе». В начале 2023 года Нёйтинк перешёл в «Сампдорию».
Летом 2023 года вернулся в НЕК, подписав с клубом трёхлетний контракт.

## Международная карьера
2 сентября 2010 года Нёйтинк дебютировал за молодёжную сборную Нидерландов в матче против Испании. 7 сентября 2012 года в поединке отборочного турнира молодёжного чемпионата Европы против Австрии он забил свой первый гол за молодёжную команду. В июне 2013 года Брам был включен в заявку молодёжной сборной на поездку на турнир.

## Достижения
«Андерлехт»
- Чемпион Бельгии (3): 2012/13, 2013/14, 2016/17
- Обладатель Суперкубка Бельгии (2): 2013, 2014